# Perrigny (Yonne)
Perrigny es una localidad y comuna francesa situada en la región de Borgoña, departamento de Yonne, en el distrito de Auxerre y cantón de Auxerre-Nord.

## Demografía
| 215 | 249 | 276 | 296 | 388 | 348 | 429 | 441 | 476 | 499 | 518 | 519 | 540 | 542 | 566 | 526 | 526 | 526 | 492 | 476 | 393 | 430 | 407 | 450 | 502 | 499 | 515 | 520 | 711 | 1 169 | 1 103 | 1 122 | 1 151 |
| Para los censos de 1962 a 1999 la población legal corresponde a la población sin duplicidades (Fuente: INSEE [Consultar]) |     |     |     |     |     |     |     |     |     |     |     |     |     |     |     |     |     |     |     |     |     |     |     |     |     |     |     |     |       |       |       |       |